# Westfália (Rio Grande do Sul)
Westfália, cujo nome deriva do alemão "Westphalen", é um município brasileiro do estado do Rio Grande do Sul.

## História
A cidade brasileira de Westfália desmembrou-se, em 1996, dos municípios gaúchos de Teutônia e Imigrante.
O nome é uma homenagem aos imigrantes alemães, na maioria originária da região de Westfalen, na Alemanha, que chegaram ao local por volta de 1869 e falavam o dialeto da língua alemã Hunsrück, ainda hoje muito difundido entre os moradores da localidade. Do trabalho e da integração desses imigrantes, junto com os italianos e lusos, resultou o progresso e o desenvolvimento que transformou o município em potencial turístico, cultural e econômico no Vale do Taquari, região do estado do Rio Grande do Sul.
O nome dos bairros é uma homenagem aos primeiros imigrantes da região, entre eles Daniel e Jacob Frank, Cristian e Peter Schmidt e os irmãos Horst. Seus habitantes são chamados westfalianos.

## Geografia
Sua população foi estimada em 3 014 habitantes, conforme dados do IBGE de 2019, e sua área é de 63,702 km²,  pertencendo à macro-região do Vale do Taquari. A maioria da população é de origem germânica.
O município é composto por quatro bairros ou localidades principais: Paissandu, Frank, Schmidt (que pertenciam à cidade de Teutônia) e Berlim (que pertencia à cidade de Imigrante).
O principal acesso se dá pela Rota do Sol. Dista 115 quilômetros de Porto Alegre.

## Economia
A cidade de Westfália é destaque em distribuição de renda.
A principal atividade econômica é a agropecuária: bovinocultura, suinocultura, avicultura, produção de ovos e leite. Também se destaca a produção de milho, com grande produtividade por hectare. Na indústria o setor da alimentação é o mais importante.

## Cultura
Westfália se destaca no cenário regional pela extensa programação em seu calendário de eventos, em sua grande maioria relacionada com a cultura alemã. Junto ao português, a cidade tem uma outra língua co-oficial o Plattdüütsch, conhecido também como Vesfâliano, segunda a Lei nº 1302, de 16 de março de 2016. O município conta com grupos de danças, diversas sociedades de cantores, corais, grupos do lar e clube de mães.
Além das casas enxaimel e da paisagem, que fica entre serras e vales, ressalta-se a Igreja Evangélica Sião de Linha Frank (IECLB), onde foi batizado Ernesto Geisel, presidente do Brasil na década de 1970.

### Heráldica
Devido a forte influência germana na formação da cidade, o Brasão de Armas de Westfália possui caracaterísticas únicas dentre as demais cidades brasileiras, como a coroa do brasão, que difere do padrão de coroa mural adotado no Brasil.

## Religião
Religiões em Westfália (2010)
Segundo o Censo 2010 do IBGE, 79,10% da população do município era protestante, 20,26% eram católicos romanos, 0,42% não tinha religião e 0,22% não determinaram sua religião ou declaram multipla filiação.
Dentre as denominações protestantes em Westfália, a maioria da população é luterana, cerca de 76,92% da população do município. Os congregacionais são 0,14% e os pentecostais 1,57%, dentre os quais, as Assembleias de Deus são o maior grupo pentecostal, com 1,43% da população, seguida pela Igreja do Evangelho Quadrangular com 0,14%.